# Assurance maladie en France

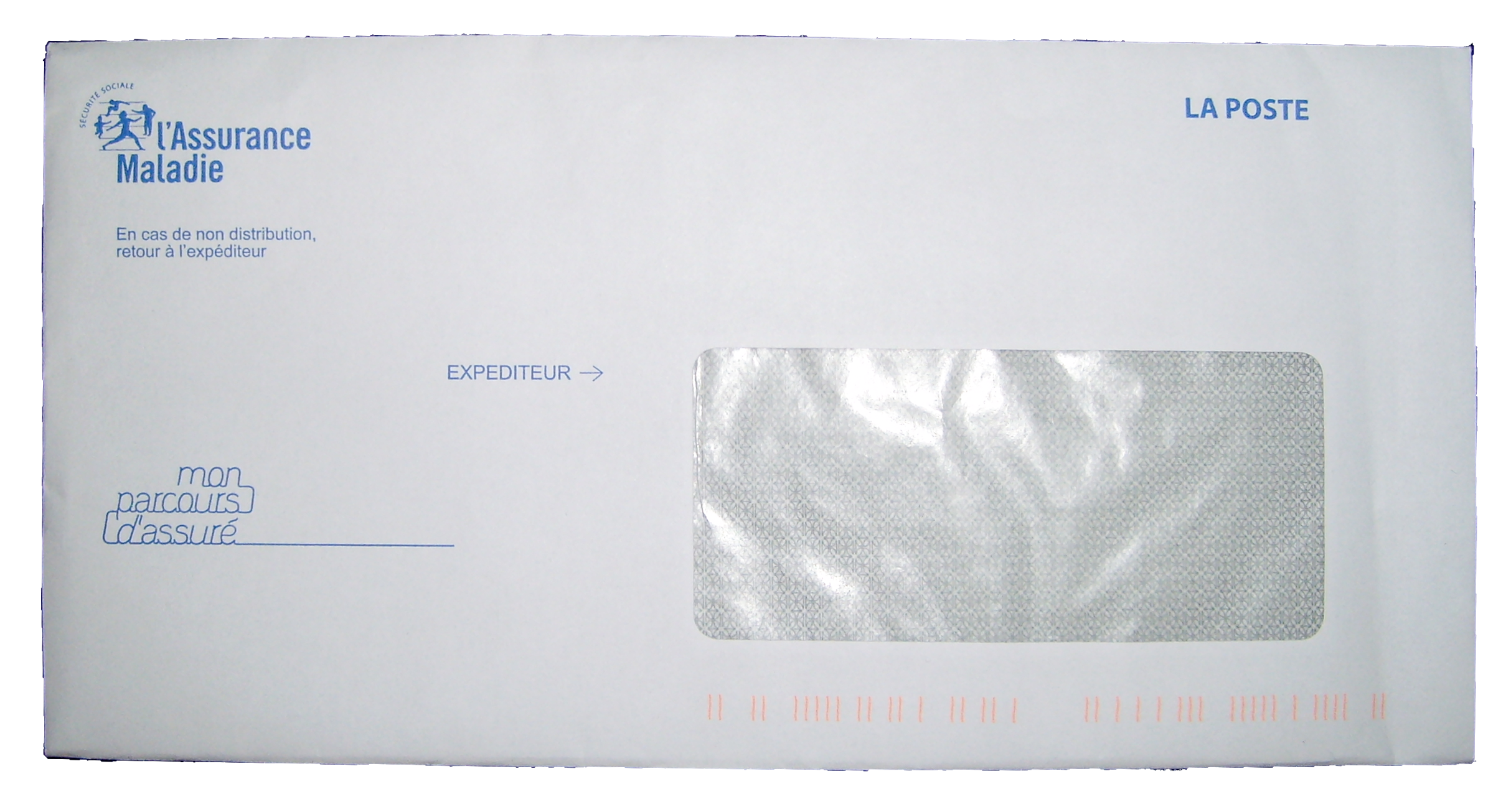
Enveloppe de l'assurance maladie.

En France, l’assurance maladie est le modèle d'organisation du système de santé. L’assurance, financée par des cotisations assises sur les salaires et gérée par des caisses administrées par des représentants des salariés et des employeurs, passe contrat avec des professionnels de soins indépendants.
Il existe dans le monde deux autres familles d’organisation : le service national de santé dit « beveridgien », universel, financé essentiellement par l’impôt, avec un accès gratuit des résidents à une offre de soins publique et le modèle libéral, où la protection contre la maladie de la population est facultative et assurée par des contrats d’assurance privée.
L’assurance maladie est une des six branches de la sécurité sociale en France, avec le recouvrement, les accidents du travail-maladies professionnelles, les allocations familiales, la retraite et l’autonomie,,. Elle représente 52,1 % des dépenses du régime général en 2019.

## Histoire

### Les premières mutuelles et assurances
Les premières sociétés de secours mutuel se sont organisées à partir de la Restauration. En 1898, la Charte de la mutualité consacre le risque social et attribue à la mutualité un rôle d'intérêt public, permettant un accès sur la base du volontariat. Au début du XXe siècle, la protection maladie en France relève encore de l’assistance ou de la prévoyance libre.
L'assurance maladie voit le jour avec la loi du 5 avril 1928, sous le ministère de Raymond Poincaré de l'Alliance démocratique (centre-droit). Cette loi est complétée par celle du 30 avril 1930, créant ainsi pour des salariés de l’industrie et du commerce le premier système complet et obligatoire d’assurances sociales (couverture des risques maladie, maternité, invalidité, vieillesse, décès). Cette création fut, à l'époque, vivement critiquée dans les colonnes de La Vie ouvrière, l'organe de la CGT : « A bas la loi fasciste des assurances sociales » puisqu'elle affaiblissait les mutuelles volontaires de prévoyance auto-gérées (essentiellement ouvrières) au profit d'une cotisation obligatoire sous le contrôle de l'État.

### Création de la sécurité sociale
En mars 1944, le Conseil national de la Résistance propose dans son programme un « plan complet de sécurité sociale visant à assurer, à tous les citoyens, des moyens d’existence dans tous les cas où ils sont incapables de se les procurer par le travail ». L’ensemble des forces politiques ainsi que la principale force syndicale, la CGT réunifiée en 1936, étaient acquises à l’idée de construire un nouveau système de protection sociale. L’ambition de couvrir l’ensemble de la population est affirmée, mais cela reste un objectif de long terme. Le régime dit « général » est en fait celui des salariés et des fonctionnaires, et les régimes dits « spéciaux », plus favorables sont maintenus.
Aux caisses d’affinité se substituent des caisses locales, visant à promouvoir la « responsabilité des travailleurs » : les représentants des salariés qui disposent dans les conseils de plus de sièges que les représentants des employeurs, sont désignés lors de la mise en place des caisses puis élus dès les premières élections de la « démocratie sociale » en 1946. La mutualité devient l’assureur complémentaire, et l’État n’a pour rôle que de définir la politique sanitaire.
La loi du 30 octobre 1946 intègre la réparation des accidents du travail à la Sécurité sociale.

### Généralisation et réformes
Dans les années 1960, les remboursements dentaires et optiques ont été fortement réduits[réf. nécessaire].
Un forfait hospitalier créé par la loi du 9 janvier 1983 et fixé à 20 francs. Régulièrement augmenté, il atteint 18 €, en 2016.

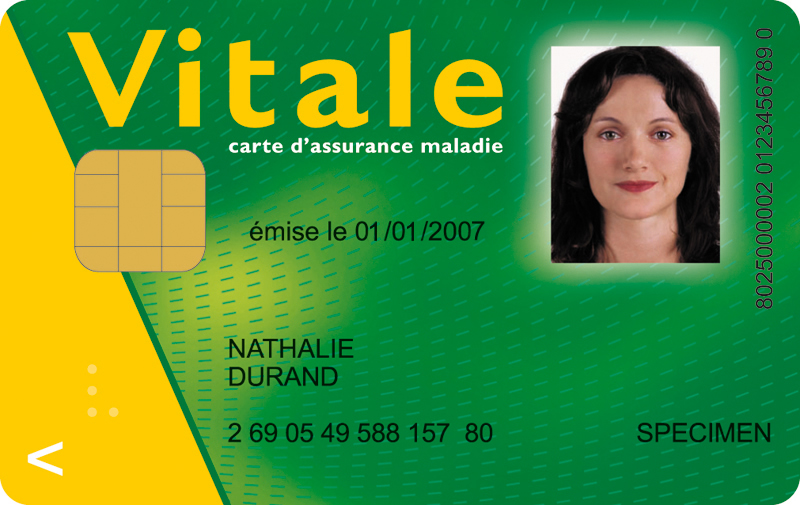
Carte Vitale avec photographie de l'assurée.

Jusqu'en 1998, pour se faire rembourser un acte médical, il fallait obligatoirement envoyer une feuille de soin à une caisse primaire d'assurance maladie (CPAM). En 1998, apparaît la carte Vitale, une carte à puce permettant d'envoyer une feuille de soin dématérialisée sous forme informatique afin d'être remboursé. La procédure NOEMIE permet ensuite à l'assurance maladie de transmettre une demande de remboursement complémentaire à l'assurance maladie complémentaire de l'assuré.
Le plan Juppé instituant la réforme de 1996 implique une nouvelle chaîne de responsabilités, telle que la maîtrise des dépenses entre les acteurs du système de protection sociale : gouvernement, Parlement, gestionnaires des systèmes de Sécurité sociale, professions de santé et assurés sociaux. Il est mis en œuvre par les trois ordonnances du 24 avril 1996 relatives à la maîtrise médicalisée des dépenses de soins, à l'organisation de la Sécurité sociale, et à la réforme de l'hospitalisation publique et privée.
Créée par la loi du 27 juillet 1999 de Martine Aubry, la couverture maladie universelle (CMU de base) et la couverture maladie universelle complémentaire (CMU-C) sont entrées en vigueur le 1er janvier 2000. La CMU assure aux personnes résidant en France depuis plus de trois mois une affiliation au régime de base de la Sécurité sociale et leur permet de bénéficier de la prise en charge de leurs soins (maladie et maternité) quelle que soit leur activité.
La couverture maladie universelle complémentaire (CMU-C) permet aux personnes ayant de faibles ressources (par exemple, 7 447 euros par an pour une personne seule en France métropolitaine au 1er juillet 2008), une prise en charge à 100 % des soins sans avance de frais, y compris pour la part non remboursée par l'assurance maladie et le forfait journalier hospitalier.
La loi du 13 août 2004 relative à l’assurance maladie crée le parcours de soins coordonnés qui impose aux assurés de déclarer un médecin traitant et de le consulter avant de consulter la plupart des spécialistes, sous peine de subir une minoration de son remboursement. Elle crée également la participation forfaitaire d'un euro, demandée aux assurés de plus de 18 ans. Cette participation s'applique pour toutes les consultations ou actes réalisés par un médecin, mais également sur les examens radiologiques et les analyses de biologie médicale. Elle est limitée à quatre euros par jour pour un même professionnel de santé et plafonné à cinquante euros par an et par personne,.
En décembre 2007, le service en ligne « mon compte Ameli » est ouvert, les assurés peuvent y consulter le détails de leur remboursements. L’application mobile est lancée en avril 2013. En 2019, plus de 30 millions de personnes ont ouvert un espace personnel.
Depuis 2008, une franchise médicale de 0,50 € est instituée sur le remboursement de chaque boîte de médicaments, de chaque acte paramédical et de 2 € pour chaque transport sanitaire, dans la limite de 50 € par an et par personne.
Depuis 2011, le forfait 18 € s'applique pour les actes médicaux d'un montant supérieur ou égal à 120 € ou ayant un coefficient égal ou supérieur à 60 K. Les personnes qui bénéficient d'une prise en charge à 100 % en raison de leur situation ou de leur état de santé sont exonérées de la participation forfaitaire de 18 €.
Depuis les années 2000 le déficit de l'assurance maladie ne cesse de s'accroître, cependant en 2013 elle a dépensé 1 milliard de moins que ce qu'il était prévu dans le budget.
La loi du financement de la sécurité sociale 2016 créé la Protection Universelle Maladie (PUMA) : la prise en charge des frais de santé est possible pour deux catégories de personnes rattachées en propre dès lors qu’elles sont majeures et en situation régulière, :
- Celles qui cotisent sur des revenus d’activité ou des revenus de remplacement ; le rattachement est réalisé sur critère professionnel.
- Celles qui ont une résidence stable ; le rattachement est réalisé sur critère de résidence.

La PUMA poursuit quatre objectifs principaux :
- simplifier la vie des assurés ;
- assurer la continuité des droits à la prise en charge des frais de santé ;
- réduire au strict nécessaire les démarches administratives ;
- garantir davantage d'autonomie et de confidentialité à tous les assurés dans la prise en charge de leurs frais de santé.

La mise en œuvre de la Protection Universelle Maladie fait ainsi disparaître la CMU de base, cette dernière étant absorbée par la prise en charge des frais de santé sur critère de résidence.
En 2018, la CNAMTS devient la Caisse nationale de l'assurance maladie (CNAM) à la suite de la disparition du Régime social des indépendants et des régimes étudiant.

## Organisation

### Les différents régimes de la branche maladie

#### Le régime général
Le régime général compte 59,2 millions de bénéficiaires (y compris personnes affiliées à une section locale mutualiste), et 88 % de la population est assurée par la CNAM.
En 2019, le régime général a traité seize millions d'appels, soit 89,8 % d'appels aboutis et 1 072 millions de feuilles de soins électroniques (FSE) et 90 % de ces FSE sont remboursés en moyenne en 6,4 jours calendaires.

##### Rôles
La branche maladie du régime général concerne quatre risques : maternité, maladie, invalidité, décès. Bien que gérés par les mêmes caisses, les risques accidents du travail et maladies professionnelles sont une branche bien distincte.
L'assurance maladie mène une politique de gestion du risque qui vise à améliorer la santé de la population, en renforçant l'efficacité du système de soins et en maîtrisant l'évolution des dépenses de santé.

##### Organisation

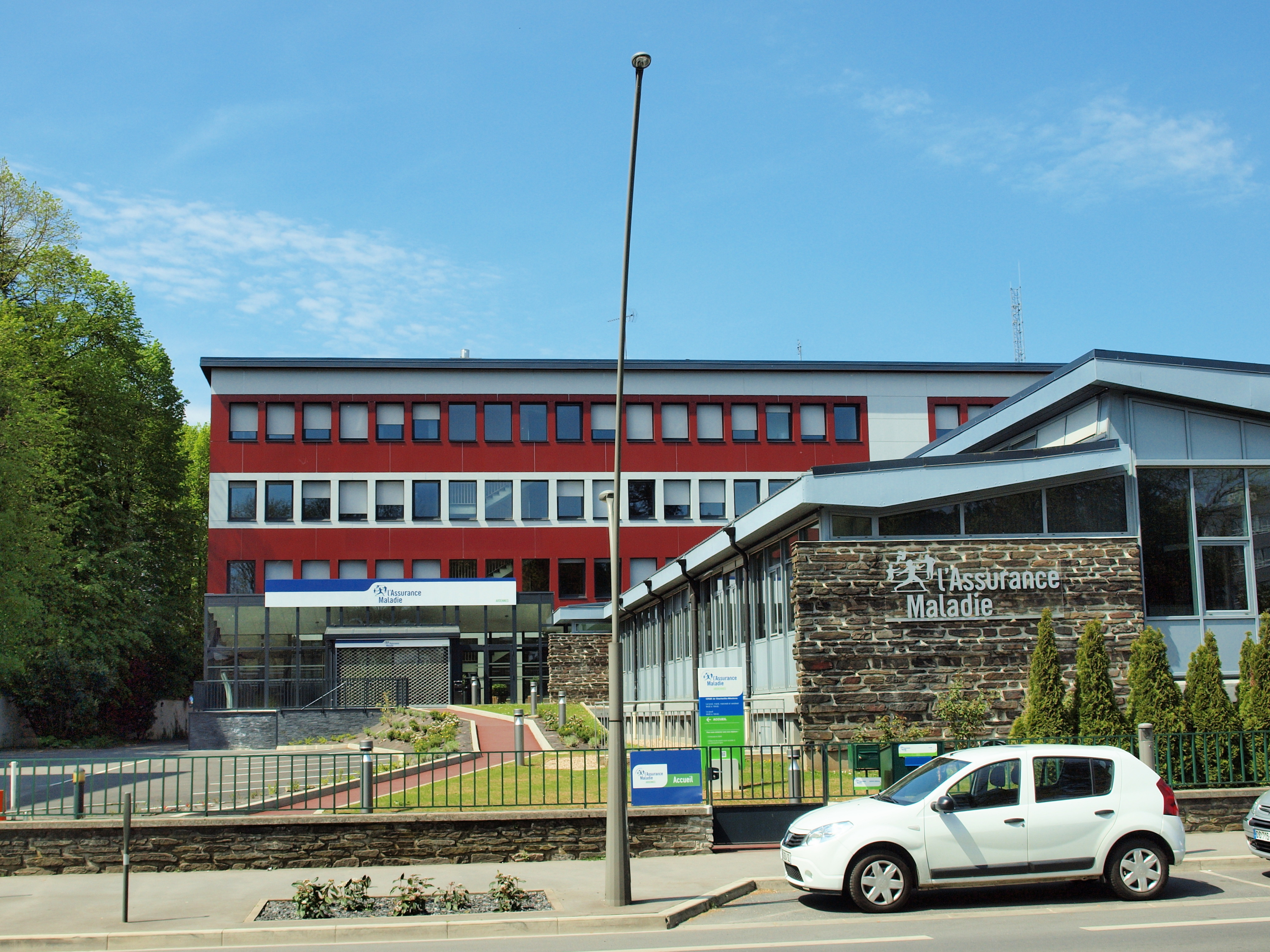
La CPAM de Charleville-Mézières.

Les organismes de l'assurance maladie forment un réseau de structures départementales et régionales : un siège social (CNAM), 101 caisses primaires (CPAM) après un vaste programme de fusions de 48 caisses effectif depuis le 1er janvier 2010, seize caisses régionales (CARSAT), quatre caisses générales de sécurité sociale (CGSS) pour l'outre-mer.
En règle générale, les assurés sont rattachés à la CPAM dans la circonscription de laquelle ils ont leur résidence habituelle. Pour certaines catégories d’assurés, la CPAM de rattachement est celle de la circonscription dans laquelle se trouve le lieu de travail de l’assuré.

#### Le régime agricole
La mutualité sociale agricole (MSA) couvre les risques maladie, vieillesse et accidents du travail – maladies professionnelles. Elle gère en outre une branche famille, mais la couverture des prestations légales familiales est retracée dans les comptes de la Cnaf.
En 2019, 1,2 million de personnes cotisent à la MSA dont 60 % de salariés agricoles et 40 % d’exploitants.

#### Les régimes spéciaux
Ils sont pour la plupart regroupés au sein de l'UNRS (Union Nationale des Régimes Spéciaux) :
- le régime des marins et inscrits maritimes (ENIM) ;
- le régime du port de Bordeaux (CPPAB, Caisse de Prévoyance du Port Autonome de Bordeaux) ; depuis le 1er janvier 2018, il a été mis fin à ce régime spécial d'assurance maladie[30].
- le régime des mines (CANSSM) ;
- le régime du culte (CAVIMAC) ;
- le régime des militaires complètement indépendants (CNMSS) ;
- le régime de la SNCF (CPRPSNCF) ;
- le régime de la RATP, avec une caisse d'Assurance Maladie spécifique (CCAS RATP[31]) à laquelle s'ajoute une Complémentaire santé / mutuelle (Groupe Mutualiste RATP[32]) ;
- le régime des industries électriques et gazières (Camieg) ;
- le régime de l'Assemblée nationale (FSSAN, Fonds de Sécurité Sociale de l’Assemblée Nationale[33]) ; le FSSAN est divisé en deux Fonds distincts[33] :
  - Fonds de sécurité sociale des députés et des anciens députés ;
  - Fonds de sécurité sociale du personnel ;
- le régime du Sénat (RA3S, Régime Autonome de Sécurité Sociale du Sénat[34]) ; le RA3S est divisé en deux caisses distinctes[34] :
  - Caisse de sécurité sociale des Sénateurs ;
  - Caisse de sécurité sociale du Personnel du Sénat ;
- le régime des clercs et employés de notaire (CRPCEN) ;
- etc.

Le risque maladie de certains régimes spéciaux est désormais géré en partie ou en totalité par le régime général. Ainsi, les assurés de la Caisse d'assurance maladie des industries électriques et gazières sont enregistrés par la CPAM des Hauts-de-Seine ; les agents actifs et retraités de la Banque de France sont gérés au titre des frais de santé des assurances maladie et maternité par le régime général depuis le 1er janvier 2008 de façon globale, et depuis le 1er janvier 2010 par la CPAM du Val-de-Marne en particulier ; tandis que les assurés au régime des mines sont pris en charge par les caisses de l'Artois ou de la Moselle en fonction de leur lieu de résidence.

#### Les régimes particuliers
Il s'agit de régimes pour lesquels les frais de santé sont gérés par le régime général tandis que les revenus de remplacement sont pris en charge par l'employeur. On trouve ainsi les populations suivantes :
- fonctionnaires des trois fonctions publiques : de l'État, territoriale et hospitalière
- salariés crédit foncier de France ;
- grands invalides de guerre.

### Union nationale des caisses d'assurance maladie
L'union nationale des caisses d'assurance maladie a pour rôle, dans le respect des objectifs de la politique de santé et des plans et programmes de santé qui en résultent ainsi que des objectifs fixés par les lois de financement de la sécurité sociale de fixer les taux de remboursements, via les conventions avec les professions de santé, le ticket modérateur et la participation forfaitaire, les taux de remboursements des médicaments.

### Comité d'alerte sur les dépenses d'assurance-maladie
Le Comité d’alerte sur l’évolution des dépenses d’assurance maladie est chargé d’alerter le Parlement, le Gouvernement et les Caisses nationales d’assurance maladie en cas d’évolution des dépenses d’assurance maladie incompatible avec le respect de l’objectif national des dépenses d'assurance maladie.

### Tarification des secteurs conventionnels
La convention médicale permet aux médecins d'exercer sous 3 secteurs différents. Chaque secteur possède sa propre tarification. Les secteurs 1 et 2 sont dits conventionnés, alors que le secteur 3 est en dehors du système conventionnel de l'assurance maladie.
Pour le secteur 1, dit conventionné, les tarifs correspondent à ceux fixés dans la convention médicale. Ces tarifs servent de base au remboursement de la caisse d’assurance maladie. La complémentaire santé rembourse la partie du montant de la consultation non prise en charge par la sécurité sociale. Il n'y a pas de dépassement d'honoraire.
Pour le secteur 2, dit conventionné à honoraires libres, le tarif des consultations est fixé librement, dans des limites modérées. Le patient est remboursé sur la base du tarif fixé par la convention médicale, c'est-à-dire ceux du secteur 1. La complémentaire santé prend en charge le dépassement d’honoraires selon un taux contractuellement défini : 100 %, 200 %, 300 %...
Pour le secteur 3, dit en dehors du système conventionnel, les tarifs sont fixés librement par le médecin. Dans ce cas, les patients sont remboursés sur la base d’un tarif dit d’autorité par l’Assurance Maladie (0,61 € pour une consultation de médecine générale, 1,22 € pour une consultation chez un spécialiste).

## Le financement de la branche maladie
Pour le régime général de la branche maladie, les recettes proviennent, en 2019, des cotisations sociales (33,7 % des recettes totales), de la contribution sociale généralisée (CSG, 33,6 %) et des contributions sociales diverses, impôts et taxes (28,4 %).

### Projet de loi de financement de la Sécurité sociale (PLFSS)
Le financement de la Sécurité Sociale est assuré par le projet de loi de financement de la Sécurité sociale (PLFSS). Le Parlement vote chaque année la Loi de financement de la sécurité sociale et fixe l'objectif national des dépenses d'assurance maladie (ONDAM).

## Les dépenses de l'assurance maladie

### Analyse médicalisée des dépenses
En 2018, 142 milliards d’euros ont été remboursés par le régime général pour la prise en charge de près de 57,9 millions de personnes. Les pathologies et des traitements chroniques représentent près de 61 % de la dépense (environ 86 milliards d’euros), et concernent 35 % de la population (soit près de 21 millions de personnes pour le régime général). À l’opposé, 55 % de la population affiliée au régime général, soit un peu plus de 31 millions de personnes, ont reçu uniquement des soins qualifiés de courants.
Les graphiques ci-dessous montrent la répartition des dépenses d’assurance maladie remboursées par le régime général extrapolées à l’ensemble des régimes en 2018 (167 milliards d’euros) entre les catégories de pathologies, traitements chroniques ou épisodes de soins.
Le graphique qui aurait dû être présenté ici ne peut pas être affiché car il utilise l'ancienne extension Graph, désactivée pour des questions de sécurité. Des indications pour créer un nouveau graphique avec la nouvelle extension Chart sont disponibles ici.

Le graphique qui aurait dû être présenté ici ne peut pas être affiché car il utilise l'ancienne extension Graph, désactivée pour des questions de sécurité. Des indications pour créer un nouveau graphique avec la nouvelle extension Chart sont disponibles ici.

### Part sécurité sociale, part complémentaire, part ménage
Sur une dépense de soins et de biens médicaux de 194,6 milliards d’euros en 2015, les remboursements de l’assurance maladie se sont élevés à 149,5 milliards (soit 76,8 %). Cette proportion s’est maintenue ces quinze dernières années. Selon la Cour des comptes, cette stabilité est le résultat de deux mouvements. Les maladies de longue durée ont un coût de plus en plus élevé. Cette progression est globalement neutralisée par les transferts de charges suscités par les mesures décidées par les pouvoirs publics et par la hausse des dépassements de tarifs et des dépenses non remboursable (participation forfaitaire, franchises etc).
Le graphique qui aurait dû être présenté ici ne peut pas être affiché car il utilise l'ancienne extension Graph, désactivée pour des questions de sécurité. Des indications pour créer un nouveau graphique avec la nouvelle extension Chart sont disponibles ici.

En comparaison européenne, la France est en 2016 en deuxième position (après la Slovénie) parmi les pays européens quant à la place des assurances complémentaires dans le financement des dépenses de santé, loin devant l’Allemagne (9,5 %), l’Espagne (6 %) et la Belgique (4 %). Corrélativement, la part des dépenses de santé financées directement par les ménages, après intervention des couvertures maladie obligatoire de base et complémentaires, est la deuxième plus faible (après les Pays-Bas) parmi les pays européens.
En 2022, le Haut Conseil pour l’avenir de l’assurance-maladie remet un rapport où il étudie notamment la possibilité d’augmenter les taux de remboursement de la Sécurité sociale, les assurances santé complémentaires voyant alors leur champ d’intervention potentiel réduit aux dépenses hors du panier couvert par la Sécurité sociale et aux dépassements restants,.
La somme restant à payer par chaque usager après prise en charge de ses soins par l'assurance maladie est dénommée le «reste à charge» (RAC). Le calcul de son montant annuel moyen est un indicateur global de l'accessibilité financière aux soins. Son analyse détaillée montre que la très grande majorité des usagers payent moins de 50 euros par an pour leurs soins. En revanche, 5 % d'entre eux (soit trois millions de personnes) payent plus de 1 500 euros. Frais hospitaliers, prothèses dentaires et optiques représentent le principal du montant du « reste à charge (RAC) ». Rapporté au revenu des usagers et compte tenu des assurances complémentaires santé, le taux de RAC est de 3,4 % en moyenne mais varie selon les tranches de revenu : supérieur à 5 % pour les plus modestes et 1,9 % pour les plus riches (décile des revenus les plus élevés).
|                                                    |                                                    | Assuré avec une complémentaire                                       | Assuré avec la complémentaire santé solidaire    | Étranger en situation irrégulière         |
| Base de remboursement                              | Part obligatoire (16,50 €)                         | remboursé par la sécurité sociale                                    | remboursé par la sécurité sociale                | pris en charge par l'aide médicale d'État |
| Base de remboursement                              | Part complémentaire (7,50 €)                       | remboursé par la complémentaire                                      | remboursée par la complémentaire santé solidaire | pris en charge par l'aide médicale d'État |
| Base de remboursement                              | Participation forfaitaire (1 €)                    | reste à charge                                                       | exonération                                      | exonération                               |
| « dépassement maîtrisé » du tarif de la convention | « dépassement maîtrisé » du tarif de la convention | peut être remboursé par la complémentaire (en totalité ou en partie) |                                                  |                                           |

Le montant de remboursement des médicaments est fixé par la Commission de la Transparence de la Haute Autorité de santé (HAS) et l'Union nationale des caisses d'assurance maladie (UNCAM), en fonction de l'indice du service médical rendu et de l'amélioration du service médical rendu.

## Les données de l'Assurance maladie
Elles sont nombreuses, mais sont pour la plupart des « données de santé » confidentielles en raison du secret médical ou du secret statistique, sauf une fois anonymisées.
La gouvernance de l'assurance maladie et le fait qu'il était très difficile d'accéder à certaines données (en raison notamment de la protection des données personnelles et d'un effort insuffisant d'anonymisation des données) ont longtemps été critiqués pour un manque de transparence en partie justifié par la protection des données personnelles.
L'Assurance maladie s'est engagée à mieux ouvrir ses données, tout en protégeant les données personnelles, le secret médical et le secret statistique, démarche qui s'inscrit dans un mouvement plus large d'ouverture des données de santé.
Mi-décembre 2014, ont ainsi été déposées sur le portail français www.data.gouv.fr un ensemble de 112 jeux de données de santé certifiées et mises à disposition de tous sous Licence Ouverte / open data) pour améliorer la transparence de la prescription de médicaments, de la traçabilité des substances actives et leur date de commercialisation. Ces données concernent l'offre et la consommation de soins en France, et un Hackathon devrait être organisé en 2015 pour encourager leur valorisation (Un hackathon est un défi et une sorte de course à la meilleure application informatique lancé aux développeurs qui pourront être assistés de chercheurs, d'informaticiens et de designers numériques).
À tire d'exemple, les bases de données de santé ainsi libérées fin 2014 étaient pour les vingt premières (parmi 112) :
- Dépenses d'assurance maladie hors prestations hospitalières : remboursements mensuels effectués par le régime général de l'assurance maladie] (hors prestations hospitalières) et par type de prestations (soins et prestations en espèces), type d'exécutant (médecins par spécialité, chirurgiens dentistes, auxiliaires médicaux, laboratoires d'analyse, pharmaciens…) et par type de prescripteurs. Les dépenses sont indiquées en montants remboursés et présentées au remboursement)[51].
- Démographie des professionnels de santé libéraux : données 2013 (en 6 jeux de données ; par région et département, mode d'exercice, âge)[52].
- Démographie des professionnels de santé 2012 : par région et par département, mode d'exercice, âge, sexe, en 6 jeux de données[53].
- Couverture maladie universelle (CMU) : concerne environ 4,10 millions d'affiliés au régime général bénéficiant de la couverture complémentaire CMU, bénéficiant pour 40 % d'entre eux aussi de l'affiliation à la CMU "de base" sous critère de résidence pour le régime obligatoire[54].
- Dépenses annuelles d'assurance maladie : par catégorie de professionnels de santé et pour chaque catégorie par acte ou par groupe d'actes)[55].
- Produits de santé remboursés par l'assurance maladie : étude des dispositifs médicaux inscrits à la liste des produits et prestations (LPP) remboursés au cours des années 2006 à 2012 (régime général - hors sections locales mutualistes - métropole)[56].
- Actes de biologie médicale remboursés par l'assurance maladie : données BIOLAM 2010-2011-2012 ; actes remboursés au cours des années 2010 à 2012 par le régime général en France métropolitaine, hors sections locales mutualistes ; avec : code de l'acte, selon la nomenclature des actes de biologie médicale et son libellé court, les dénombrements de 2010 à 2012, les bases de remboursement de 2010 à 2012 (ce sont les montants des honoraires facturés par le laboratoire de biologie médicale), les montants remboursés par le régime général de 2010 à 2012, ainsi que les pourcentages d'évolution 2011/2012 des dénombrements, des bases de remboursement et des montants remboursés[57].
- Médicaments remboursés par l'assurance maladie : Medic'AM, une base listant les médicaments remboursés (période 2008-2013), dans le régime Général — Hors Sections Locales Mutualistes — en Métropole), avec base de remboursement ; montant remboursé ; dénombrement (nombre de boites remboursées) ; base de remboursement des prescripteurs de ville ; base de remboursement des autres prescripteurs[58].
- Démographie des professionnels de santé libéraux (2010) (par région et par département, pour l'année 2010)[59].
- Répartition et taux de personnes en affection de longue durée au 31 décembre 2011 pour le régime général, selon l'âge et le sexe. Cette donnée concernait, fin 2011, 9,2 millions de personnes du régime général bénéficiant de l'exonération du ticket modérateur au titre d'une affection de longue durée (ALD). Remarque : les données de dénombrement de patients en ALD sont « médico-administratives et peuvent être sensibles aux modifications réglementaires, administratives (ex : modifications apportées au système d'information) ou conjoncturelles survenues au cours de l'année. Aussi, l'évolution de la prévalence des ALD enregistrée d'une année sur l'autre ne doit pas être appréhendée sous un angle purement épidémiologique. À la suite de la modification réglementaire intervenue en 2011, plusieurs affections de longue durée ont vu leurs critères d'admission révisés. C'est en particulier le cas de l'hypertension artérielle sévère pour laquelle une baisse de 2,8% du nombre de patients exonérés au titre de cette ALD est observée en 2011 »[60].
- Honoraires des professionnels de santé (actifs à part entière) par département et par région - 2010. « Pour mieux cerner l'activité moyenne des professions de santé libérale, la CNAMTS a créé la notion d'effectif APE (actifs à part entière) qui constitue un groupe de population homogène. Un professionnel à part entière est un professionnel qui a exercé une activité libérale normale sur une année complète, dans un cadre conventionnel. Les effectifs APE ne comprennent pas : - les médecins qui se sont installés en cours d'année; - ceux qui sont encore en activité après 65 ans; - ceux qui exercent à l'hôpital à temps plein; - et ceux qui ne sont pas conventionnés. Par respect pour le secret statistique, aucune information sur les honoraires et l'activité des professionnels de santé libéraux n'est donnée lorsque le nombre d'individus est inférieur à 11 »[61],[62].
- Activité des médecins par département en 2010 (pour les médecins libéraux par spécialité et par département / région) : nombre de consultations, de visites, d'actes chirurgicaux, d'actes de radiologie, etc. Rem : le secret statistique implique qu'« aucune information sur l'activité n'est donnée lorsque le nombre d'individus est inférieur à 11 ». En avril 2006, la classification commune des actes médicaux (CCAM) remplace progressivement la NGAP pour les actes techniques des médecins, sauf pour les actes d'odontologie réalisés par les stomatologues et les actes d'analyses médicales des anatomo-cytophathologistes. Ces données sont donc partiellement alimentées selon les professions en 2010[63],[64].
- Modes d'exercice des professionnels de santé libéraux par département en 2010 (version 8 juillet 2013) : effectif par département, des professionnels de santé libéraux selon le mode d'exercice (libéral, libéral et salarié, libéral et hôpital, secteur privé à l'hôpital)[65].
- Modes d'exercice des professionnels de santé libéraux par région en 2010 (version 8 juillet 2013) : effectif par région, des professionnels de santé libéraux selon le mode d'exercice[66].
- Démographie et conventionnement des professionnels de santé libéraux par département (version 6 janvier 2014) : effectifs, densité et mode de conventionnement des professionnels de santé libéraux par département[67].
- Démographie et conventionnement des professionnels de santé libéraux par région (version 6 janvier 2014) : effectifs, densité et mode de conventionnement des professionnels de santé libéraux par région[68].
- Soins de ville par catégories d'exécutants et lieu d'exécution (version avril 2013) : dépenses de « soins de ville » par lieu d'exécution (cabinets libéraux, établissements privés, centres de santé) et par catégorie de professionnel de santé (médecins – généralistes et spécialistes –, dentistes, sages-femmes, infirmiers[69].
- Dépenses d'hospitalisation incluant les honoraires en cliniques privées (version avril 2013) : dépenses des hôpitaux publics et des cliniques privées (en distinguant pour celles-ci les honoraires des praticiens et les frais d'hospitalisation) et leur évolution par rapport à la période comparable de l'année précédente[70].

### Filmographie
- Sicko : film documentaire comparant le système de santé américain avec le français, 2007.